# Миколайчук Олег Іванович
Оле́г Іва́нович Миколайчу́к — підполковник Збройних сил України, командир танкового батальйону.

## Бойовий шлях
Станом на грудень 2010-го — командир 1-го танкового батальйону 1-ї танкової бригади.
Танковий батальйон підполковника Миколайчука прикривав державний кордон України в районі населеного пункту Глухів. Літом 2014 року частина перебазувалася в Луганську область, обороняли Луганський аеропорт, де на «Булатах» застосовували тактику «циркового атракціону». Під Логвиновим брав участь в танковій дуелі з російськими «трактористами з Улан-Уде». Т-64 ліквідував 3 одиниці Т-72.
В 2019—2020 роках служив командиром 17-ї танкової бригади 

## Нагороди
За особисту мужність і героїзм, виявлені у захисті державного суверенітету та територіальної цілісності України, вірність військовій присязі під час російсько-української війни підполковник Миколайчук нагороджений
- орденом Богдана Хмельницького III ступеня.
- орден Богдана Хмельницького II ступеня (2022)[2]